# Maarten Vancoillie
Maarten Vancoillie [uitspraak: 'maːrtən 'vɑnkʋɑli] (Antwerpen, 20 juni 1988) is een Belgische radiopresentator. Hij presenteert op het Vlaamse radiostation Qmusic.

## Biografie
Vancoillie studeerde journalistiek en begon zijn radiocarrière bij Urgent.fm. Daar presenteerde hij vooral het avondprogramma Antenne. In 2009 startte hij als redacteur bij Radio 2, nadat hij de wedstrijd Belgodyssee 2009 had gewonnen. Hij werkte er mee aan de programma's Mooie Dagen, En Nu Serieus en A La Prima. In de zomer van dat jaar verving hij Elias Smekens op zaterdag- en zondagnamiddag bij MNM.
Aan het einde van 2009 verhuisde Vancoillie naar de commerciële radiozenders Qmusic en JOE fm om er in eerste instantie aan de slag te gaan als programmamedewerker en nieuwslezer. Hij volgde er ook de Q-Academy, de interne opleiding tot Q-dj. Vanaf september 2010 tot en met juni 2012 mocht hij iedere werkdag een programma presenteren tussen 4 en 6 uur 's ochtends. Hij vormde daarbij het eerste jaar een duo Jan Thans, om het nadien nog een jaar solo verder te zetten. Tegelijkertijd werkte hij ook dagelijks achter de schermen van de aansluitende ochtendshow van Sven Ornelis en Kürt Rogiers.
Sinds september 2012 vormt Vancoillie op Qmusic een vast duo met Dorothee Dauwe. Ze namen vanaf de zomer van 2013 iedere schoolvakantie de ochtendshow over tussen 6 en 9 uur 's ochtends. De andere weken presenteerde hij 's avonds tussen 18 en 21 uur. Toen in september 2014 Kürt Rogiers een eigen radioprogramma kreeg, werd Vancoillie (samen met Dauwe) de nieuwe co-presentator van Sven Ornelis en werd het ochtendprogramma omgedoopt tot Ornelis & Vancoillie. Nadat ook Sven Ornelis afscheid nam van het programma, werd eind augustus 2015 Dauwe & Vancoillie geboren. Vanaf het najaar 2016 zal het duo echter niet langer te horen zijn in de ochtend, maar wel in het avondspitsprogramma tussen 16 en 19 uur. Vanaf toen heette het programma Maarten & Dorothee.
Sinds 31 augustus 2020 zijn de twee opnieuw naar het ochtendblok van Qmusic verschoven. Van 06.00 tot 09.00 uur presenteren ze de ochtendshow, gevolgd door Het Foute Uur tot 10.00 uur.
In januari 2023 won het programma Maarten & Dorothee een Kastaar voor Beste Radioprogramma.

## Nasynchronisatiewerk
- Ralph Breaks the Internet (2018) - eBoy
- Ron's Gone Wrong (2021) - Ron

## Trivia
- In 2015 nam Vancoillie samen met radiocollega's Jolien Roets en Marcia Bwarody deel aan het VTM-spelprogramma Beat da Bompaz. Datzelfde jaar was hij ook een week lang te gast in het kookprogramma De keuken van Sofie.
- In 2015 figureerde Vancoillie samen met zijn toenmalige radiopartner Sven Ornelis als verhuizer in de speelfilm Keet & Koen en de Speurtocht naar Bassie & Adriaan. Toen de film enkele maanden later werd uitgebracht, waren ze echter al gesplit.
- Bij wijze van running gag probeerde Vancoillie verschillende malen om een gastrol te verkrijgen in Echte Verhalen: De Buurtpolitie, een scripted reality-televisieserie van VTM. Nadat hij verschillende keren werd geweigerd omdat de makers hem een te bekend gezicht vonden, mocht hij in 2016 uiteindelijk toch eens meespelen, als zichzelf. In het scenario hielp hij met een opsporingsbericht op de radio de politie om een weggelopen hondje terug te vinden.
- In 2022 nam hij deel aan Spartacus Run op VTM.